# Oppenweiler
Oppenweiler (até 1942, Reichenberg) é um município vurtemberguês da Alemanha, no distrito de Rems-Murr, ao longo do rio Murr, cerca de 25 quilômetros a nordeste de Estugarda.

## Geografia

### Localização geográfica
Oppenweiler faz parte da região natural de Schwäbisch-Fränkische Wald e Neckarbecken. A parte principal da cidade fica próxima ao vale do Rio Murr. Oppenweiler é membro da Wasserverband Murrtal, cuja tarefa é a prevenção contra enchentes.

### Estruturação municipal

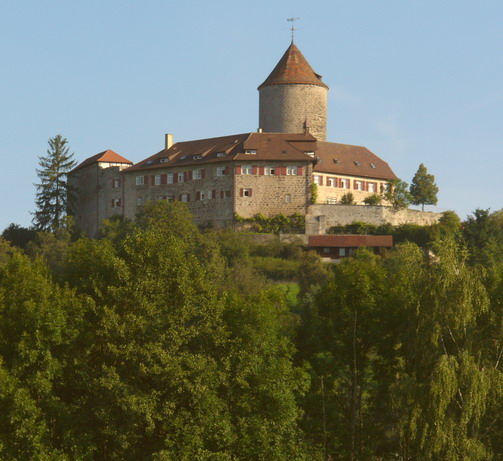
Burgo de Reichenberg

Os seguintes distritos urbanos fazem parte da cidade de Oppenweiler:  Reichenberg, Ellenweiler, Rüflensmühle, Reichenbach, Aichelbach, Zell, Rohrbach, Schiffrain, Wilhelmsheim, Unterstaigacker, e o distante distrito de Bernhalden no vale do rio Lauter. O antigo distrito de Dauernberg, localizado na parte mais alta do vale do rio Lauter, foi incluído ao município em 1977 e renomeado como Spiegelberg.
O maior distrito é Aichelbach, onde atualmente se localiza a maior área de desenvolvimento de Oppenweiler, Neufeld, a leste da linha de trem.
O distrito de Schiffrain, onde se localiza a clínica Wilhelmsheim para narcômanos, oferece uma bela vista do Burgo de Reichenberg bem como das cidades de Backnang, Winnenden, Waiblingen e Estugarda, graças à sua privilegiada localização, a cerca de 400 m de altitude.

## História
Com base em seu nome e no contexto histórico, supõe-se que Oppenweiler e seus distritos têm origens na dinastia carolíngia. A primeira menção ao nome Oppenweiler data do ano de 1114. No século XII, o marquês de Baden tomou Oppenweiler como propriedade da Diocese católica de Speyer, sua propriedade real. No ano de 1230 foi construído o Burgo de Reichenberg, como sede administrativa e da justiça do município de Oppenweiler pelos séculos a seguir. A soberania local ficou, pela primeira vez em 1293, a cargo da família Sturmfeder von Oppenweiler, seguida pelo margraviado de Baden, e, a partir do século XIV, a cargo do condado de Württemberg, o qual adquiriu gradualmente propriedades badenses em Oppenweiler. Como muitos dos feudos vurtembergueses pertenciam aos Cavaleiros do império da família Sturmfeder von Oppenweiler, Oppenweiler não era considerada propriamente como uma cidade vurtemberguesa, mas sim como um cantão suábio. Com a anexação dos Cavaleiros do império, devido à Mediatização Alemã, Oppenweiler passou a pertencer a Württemberg, onde de 1806 a 1938 fez parte do Departamento superior de Backnang, de 1938 a 1972 ao Distrito de Backnang, e desde a Reforma distrital de Baden-Württemberg de 1973 ao distrito de Rems-Murr.

### Incorporações
No ano de 1938, Oppenweiler era o maior e mais velho município associado ao município de Reichenberg. O nome de sua estação de trem Oppenweiler (Württ.) foi mantido, pois existiam outras estações com o nome Reichenberg na linha de trem. O risco de confusão com o nome Reichenberg aumentou no Outono de 1938, quando o Império alemão anexou, após o Acordo de Munique, os Sudetos checoslovacos, cuja capital em 1939 era a cidade de Reichenberg (em checo: Liberec). A partir de 29 de junho de 1942, para resolver este problema, o nome do município vurtemberguês de Reichenberg foi modificado para Oppenweiler, conforme indicação do governador vurtemberguês Wilhelm Murr.

### Religiões
A Igreja de Santiago (Jakobus-Kirche) em Oppenweiler foi erguida em 1468, e pertencia à família Sturmfeder von Oppenweiler. Na segunda metade do século XVI, a igreja passou a pertencer aos luteranos, devido à Reforma Protestante em Württemberg. Ainda assim, a família Sturmfeder von Oppenweiler permanecia fiel ao catolicismo. Dessa forma, até o século XIX existiram conflitos religiosos. Até 1806, as missas católicas eram celebradas apenas na capela do castelo de propriedade da família Sturmfeder von Oppenweiler. Os católicos eram, até então, minoria. Em 1867, existiam aproximadamente 1.500 protestantes nos municípios de Reichenberg e Oppenweiler, contra apenas cerca de 100 católicos. Isso mudou após a II Guerra Mundial, com a crescente chegada de imigrantes do império áustro-húngaro.
Hoje em dia, Oppenweiler possui uma igreja evangélica, uma igreja católica, uma igreja nova apostólica e uma igreja metodista.

## Política

### Prefeitos
- 1948 a 1978: Karl Julius Zehender
- 1978 a Fevereiro/2010: Bernd Brischke
- Março/2010 a Junho/2014: Steffen Jäger
- 01/07/2014 a 31/10/2017: Sascha Reber
- 01/11/2017 a 28/02/2018: Wilfried Klenk
- Desde 01/03/2018: Bernhard Bühler

### Brasão
O brasão de Oppenweiler representa a união histórica entre o margraviado de Baden, cujo símbolo é o escudo amarelo com faixa diagonal vermelha, e a família Sturmfeder von Oppenweiler, cujo símbolo são os três machados.

### Parceiros da cidade
- Dornburg/Saale. Este município doou alguns pavões asiáticos, os quais seriam criados soltos no parque do palácio de Dornburg. Como os pavões por diversas vezes fugiam para as ruas e telhados vizinhos, eles foram colocados em um aviário localizado no parque. Com a morte natural dos casais originais, foram trazidos mais pavões no verão de 2009.

## Cultura e atrações turísticas

### Construções

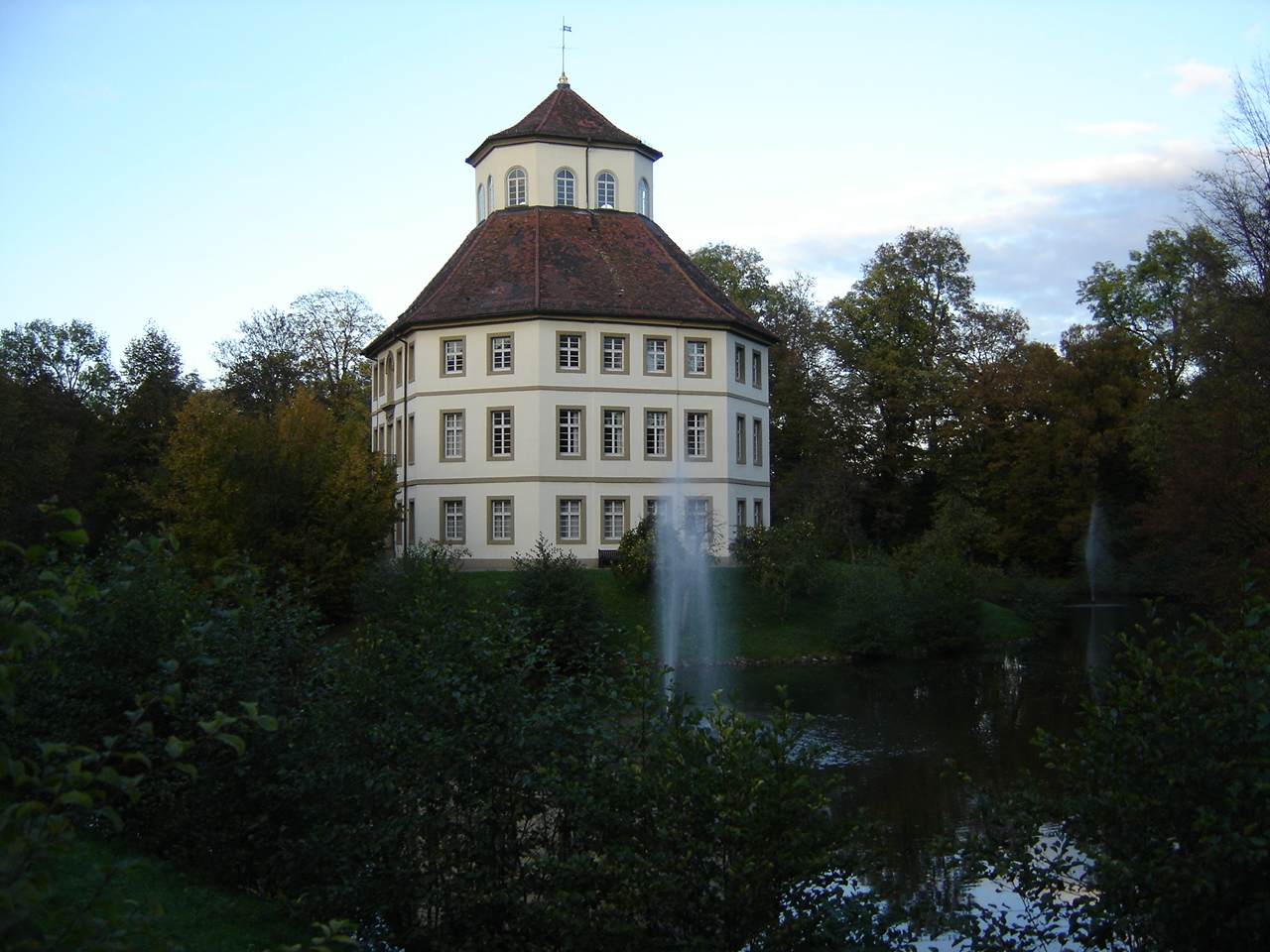
Prefeitura octogonal

- Na paisagem de Oppenweiler (e do vale do rio Murr) predomina o Burgo de Reichenberg.
- Em 1782, a família Sturmfeder von Oppenweiler construiu um palacete octogonal, na ilha artificial do lago Schlosssee. O prédio foi comprado junto com o jardim Schlossgarten, durante a fusão municipal de 1939 e serve desde então como prefeitura.

### Parques
O parque Schlosspark foi planejado para ser um jardim inglês tal qual o Englischer Garten em Munique.

### Monumentos naturais
O Friedenslinde, no limite sul da cidade, é uma pedra memorial à campanha francesa de 1870/1871. Outro monumento há cerca de uma década era o Buch-Eich, composto de duas árvores localizadas na Hohen Straße, as quais caíram devido a um relâmpago e tiveram que ser substituídas.

### Esportes
No TV Oppenweiler pratica-se principalmente Andebol e Educação Física. Com a criação de um departamento de futebol, o local de realização de atividades no centro da cidade deixou de ser utilizado apenas para Andebol de campo. Como complemento, foi criado o SG Oppenweiler-Strümpfelbach nos anos 1970, o qual desde os anos 1980 também conta com quadras de tênis. A associação, que nos anos 1970 utilizava as instalações esportivas em Rohrbachtal, levou a sede de andebol para um novo prédio em 1985.
O Mineralfreibad Oppenweiler (Banho público de Oppenweiler) é localizado no ídilico vale do rio Rohrbach, com vista para o Burgo de Reichenberg. Foi construído originalmente nos anos 1950 com auxílio dos pioneiros do exército norte-americano, de modo a utilizar a fonte mineral existente. Nos anos 1980 foi modernizado como um banho público. Oferece algumas piscinas e instalações recreacionais como uma quadra de vôlei de praia e um pequeno circuito de minigolf. No início do século XX, pouco antes da I Guerra Mundial, se fez necessária a construção de um banho público no rio Murr, devido a uma contaminação de água causada por um cortume em Murrhardt.

### Eventos regulares
No jardim da prefeitura encontra-se um velho "cofre-porão". Nesse local, são realizadas diversos eventos todos os anos, tais como Cabaré, espetáculos cômicos e musicais. Além disso, as associações da cidade organizam diversas celebrações. Há alguns anos, o palácio foi aberto a visitas em alguns Domingos, durante o verão.

## Economia e Infra-estrutura

### Transporte
O transporte em Oppenweiler se formou levando-se em conta sua localização abaixo do Burgo de Reichenberg, relativamente próxima ao vale do rio Murr, e que limita a estrada principal, a qual segue paralelamente ao rio e à linha de trem como também à Bundesstraße 14 (ou B 14) e à Kreisstraße 1897 para Backnang-Steinbach, que desemboca na B 14 no limite sul da cidade.
Os aeroportos mais próximos ficam em Estugarda (a cerca de 45 km) e Frankfurt (a cerca de 160 km). Além disso, diversas linhas de ônibus da VVS circulam entre Oppenweiler, Mainhardt, Neuhütten, Murrhardt, Gaildorf e Backnang.

#### Estação de trem

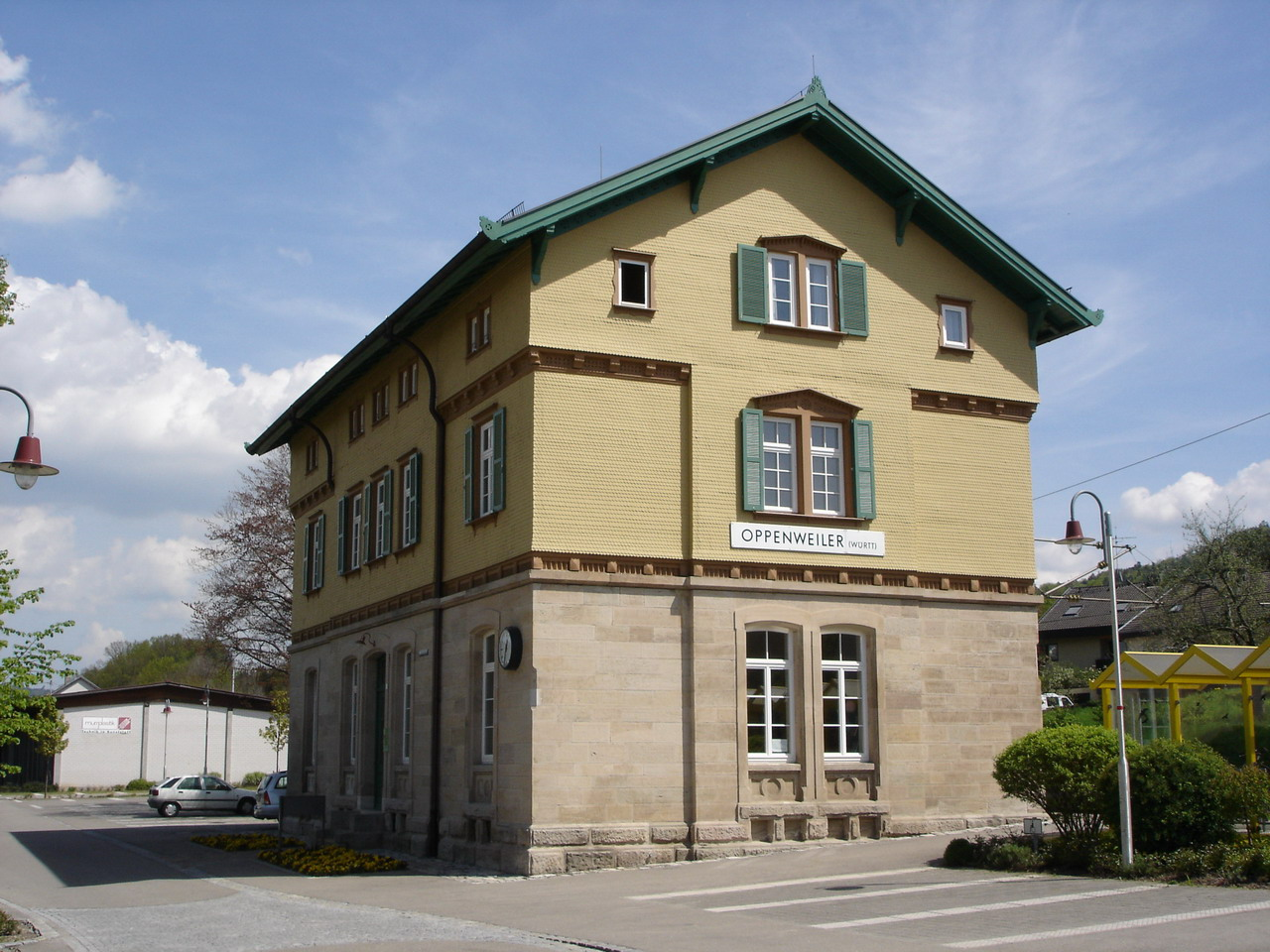
Antiga estação de trem de Oppenweiler

Foi inaugurada em 11 de abril de 1878 e, em meados dos anos 1990, ganhou cabos elétricos, permitindo dessa forma, a circulação dos trens RegionalExpress da Linha Estugarda–Nurembergue. De Backnang, a qual fica a seis minutos de trem de Oppenweiler, existe conexão para a linha S-Bahn Stuttgart.
Após sua desativação, o prédio da estação foi comprado e renovado pelo município de Oppenweiler. Ele possui dormitórios e uma biblioteca pública, mantidos pela igreja católica do município.

### Empresas locais
- ContiTech Kühner GmbH & Co. KG, fabricante de componentes para sistemas de refrigeração para a indústria automobilística
- Matrix Vision GmbH, fabricante de equipamentos digitais de imagem
- MBO Postpress Solutions GmbH (antiga MBO Maschinenbau Binder GmbH & Co. KG), fabricante de máquinas dobradeiras
- Murrplastik Produktionstechnik und Systemtechnik GmbH, fabricante de componentes plásticos para máquinas e instalações
- Murrelektronik GmbH, fabricante de componentes eletroeletrônicos para automação industrial

### Educação
O municípo conta com a Murrtalschule (Escola do vale do rio Murr), uma escola de ensino fundamental e uma escola de ensino médio com ensino profissionalizante próximas à B 14. Os habitantes de Oppenweiler ainda contam com uma Realschule em Sulzbach, e escolas de ensino médio e profissionalizate em Backnang. Para os habitantes mais novos, existem dois jardins de infância municipais e um evangélico.

### Saúde
O Allgemeine Hospitalgesellschaft realiza em Oppenweiler a reabilitação de narcômanos na AHG-Klinik Wilhelmsheim.

## Personalidades
- Berthold Maria Schenk Graf von Stauffenberg, filho de Claus Schenk Graf von Stauffenberg, marido de Mechthild (nome de solteira Gräfin Bentzel von Sternau und Hohenau von Sturmfelder-Horneck), desde 1964 em Oppenweiler.

### Filhos e filhas da cidade
- Albert Niethammer (1833–1908), fabricante alemão de papel (Kübler & Niethammer) e político nacional-liberal (Reino da Saxônia)
- Walter Bertsch (1900–1952), político alemão (nacional-socialista), Ministro da Economia no Protectorado de Boêmia e Morávia.
- Wilfried Klenk (* 1959), político alemão (União Democrata-Cristã – CDU), Baden-Württemberg.

## Literatura
- Karl Julius Zehender: Heimatbuch Oppenweiler, Ed. Gemeinde Oppenweiler, Oppenweiler 1992 (Zehender foi prefeito até 1978)